# Syngnathidae
I Syngnathidae, meglio conosciuti come cavallucci marini e pesci ago sono una numerosa famiglia di pesci d'acqua marina dalle spiccate peculiarità fisiche.
Le specie di questa famiglia presentano infatti un lungo muso tubolare e una testa cavallina, particolarmente accentuata nei cavallucci marini.

## Distribuzione
Questi pesci sono diffusi in tutti gli oceani e anche nel Mar Mediterraneo. Alcune specie sono diffuse in acque salmastre e perfino dolci.

## Classificazione
I Singnatidi sono divisi in due sottofamiglie:
- Syngnathinae, i pesci-pipa e i draghi di mare;
- Hippocampinae, i cavallucci marini.

La prima sottofamiglia presenta pesci con corpo allungato e sottile, sigariforme, lungo peduncolo caudale (a volte è presente una pinna caudale tondeggiante), chiamati pesci-pipa e pesci simili ai cavallucci marini ma con postura orizzontale, conosciuti come draghi di mare.
La seconda sottofamiglia è molto conosciuta, e raggruppa i cavallucci di mare, pesci con postura eretta, verticale, coda prensile.
Tutte le specie della famiglia non presentano pinne anali e, talvolta, pinne ventrali.
Le due sottofamiglie comprendono i seguenti generi:
- sottofamiglia Hippocampinae
  - Hippocampus Rafinesque, 1810
- sottofamiglia Syngnathinae
  - Acentronura Kaup, 1853
  - Amphelikturus Parr, 1930
  - Anarchopterus Hubbs, 1935
  - Apterygocampus Weber, 1913
  - Bhanotia Hora, 1926
  - Bryx Herald, 1940
  - Bulbonaricus Herald in Schultz, Herald, Lachner, Welander & Woods, 1953
  - Campichthys Whitley, 1931
  - Choeroichthys Kaup, 1856
  - Corythoichthys Kaup, 1853
  - Cosmocampus Dawson, 1979
  - Doryichthys Kaup, 1853
  - Doryrhamphus Kaup, 1856
  - Dunckerocampus Whitley, 1933
  - Enneacampus Dawson, 1981
  - Entelurus Duméril, 1870
  - Festucalex Whitley, 1931
  - Filicampus Whitley, 1948
  - Halicampus Kaup, 1856
  - Haliichthys Gray, 1859
  - Heraldia Paxton, 1975
  - Hippichthys Bleeker, 1849
  - Histiogamphelus McCulloch, 1914
  - Hypselognathus Whitley, 1948
  - Ichthyocampus Kaup, 1853
  - Idiotropiscis Whitley, 1947
  - Kaupus Whitley, 1951
  - Kimblaeus Dawson, 1980
  - Kyonemichthys Gomon, 2007
  - Leptoichthys Kaup, 1853
  - Leptonotus Kaup, 1853
  - Lissocampus Waite & Hale, 1921
  - Lophocampus Dawson, 1984
  - Maroubra Whitley, 1948
  - Micrognathus Duncker, 1912
  - Microphis Kaup, 1853
  - Minyichthys Herald & Randall, 1972
  - Mitotichthys Whitley, 1948
  - Nannocampus Günther, 1870
  - Nerophis Rafinesque, 1810
  - Notiocampus Dawson, 1979
  - Penetopteryx Lunel, 1881
  - Phoxocampus Dawson, 1977
  - Phycodurus Gill, 1896
  - Phyllopteryx Swainson, 1839
  - Pseudophallus Herald, 1940
  - Pugnaso Whitley, 1948
  - Siokunichthys Herald in Schultz, Herald, Lachner, Welander & Woods, 1953
  - Solegnathus Swainson, 1839
  - Stigmatopora Kaup, 1853
  - Stipecampus Whitley, 1948
  - Syngnathoides Bleeker, 1851
  - Syngnathus Linnaeus, 1758
  - Trachyrhamphus Kaup, 1853
  - Urocampus Günther, 1870
  - Vanacampus Whitley, 1951

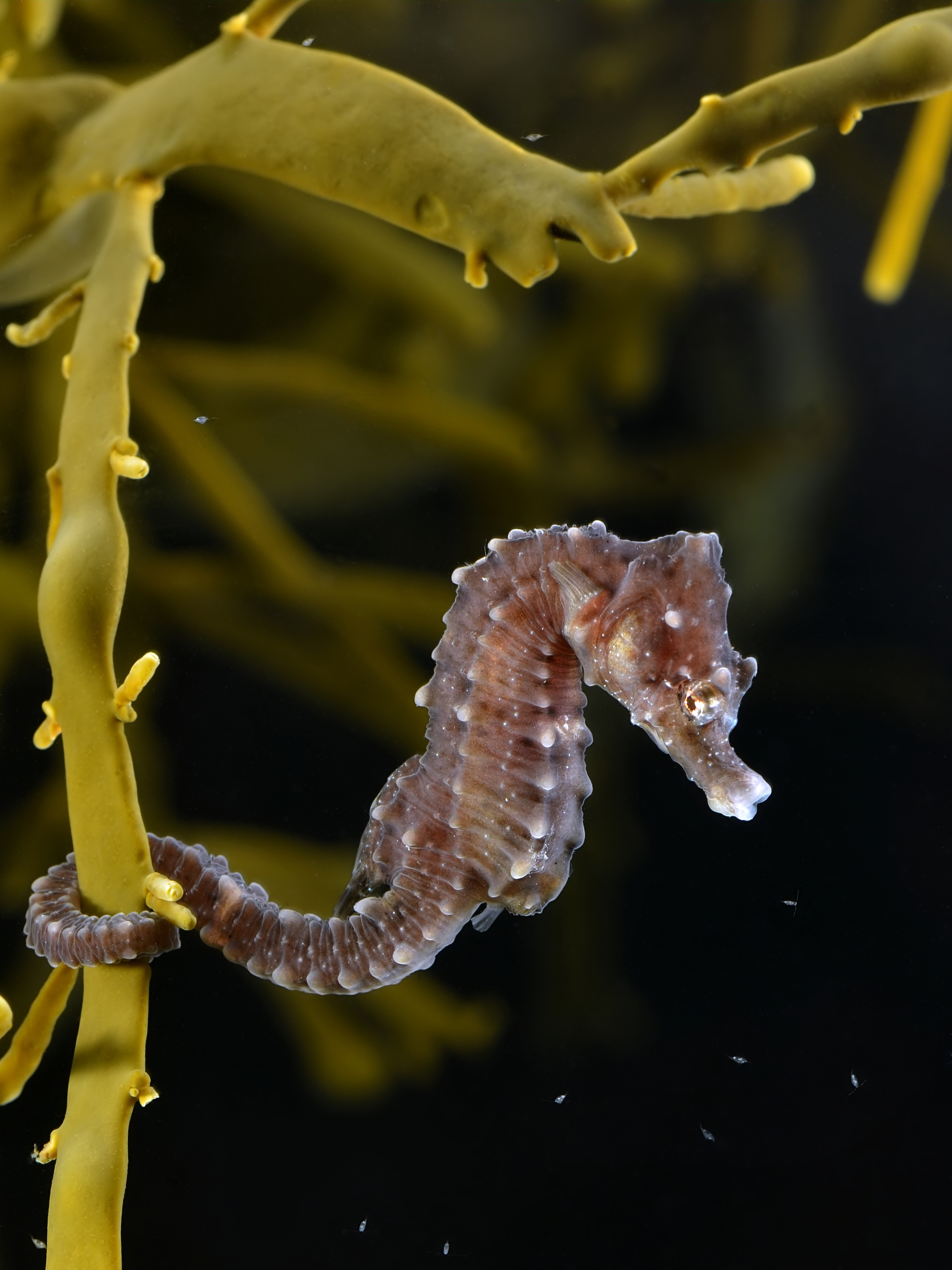
Hippocampus hippocampus
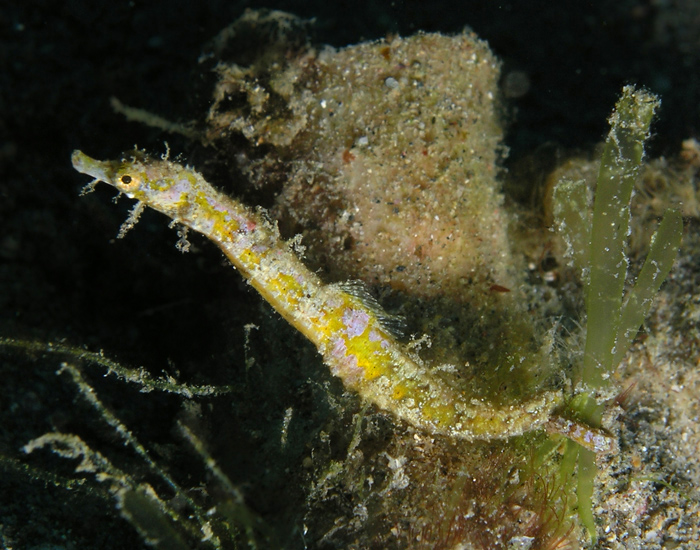
Acentronura tentaculata
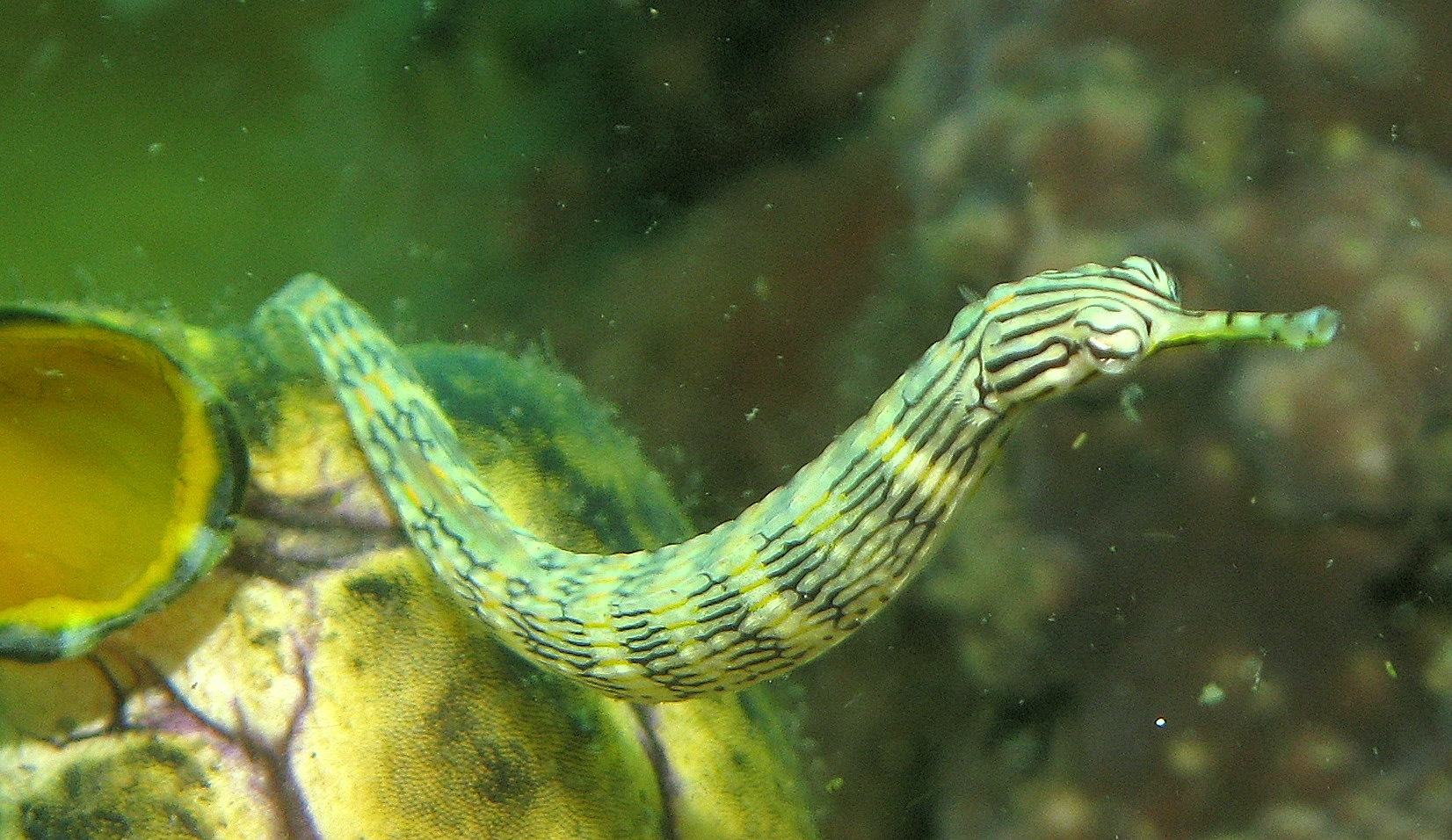
Corythoichthys haematopterus
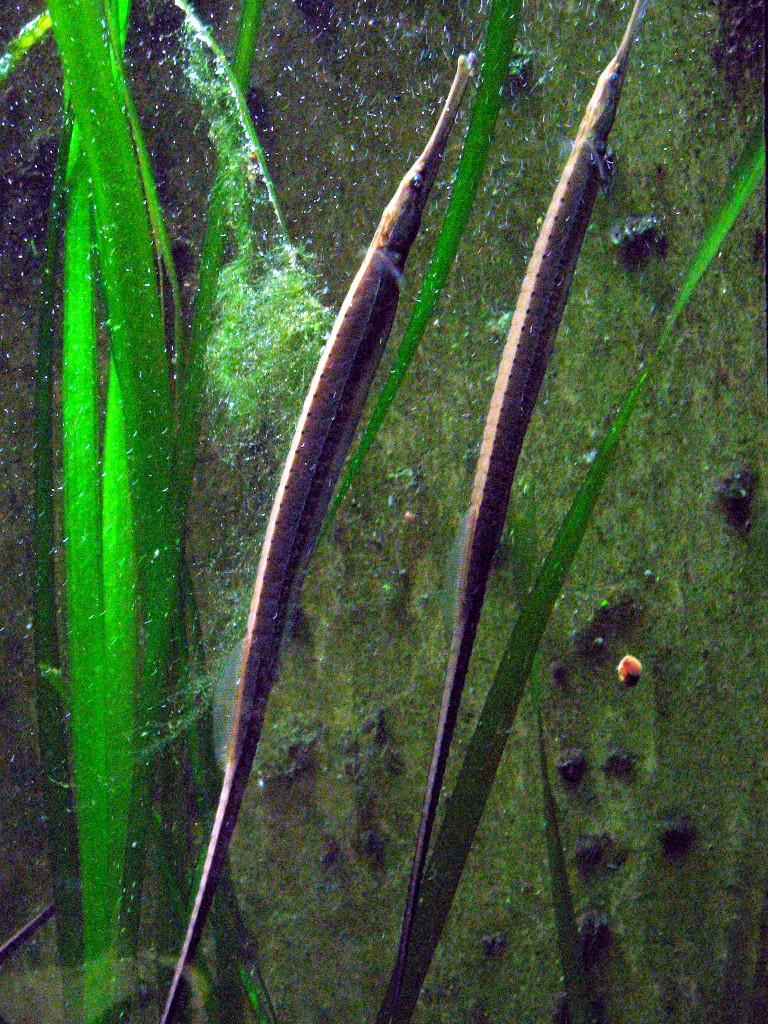
Doryichthys boaja
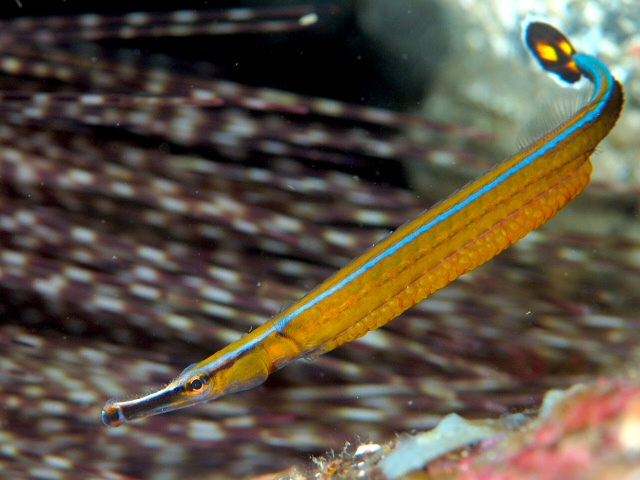
Doryrhamphus japonicus
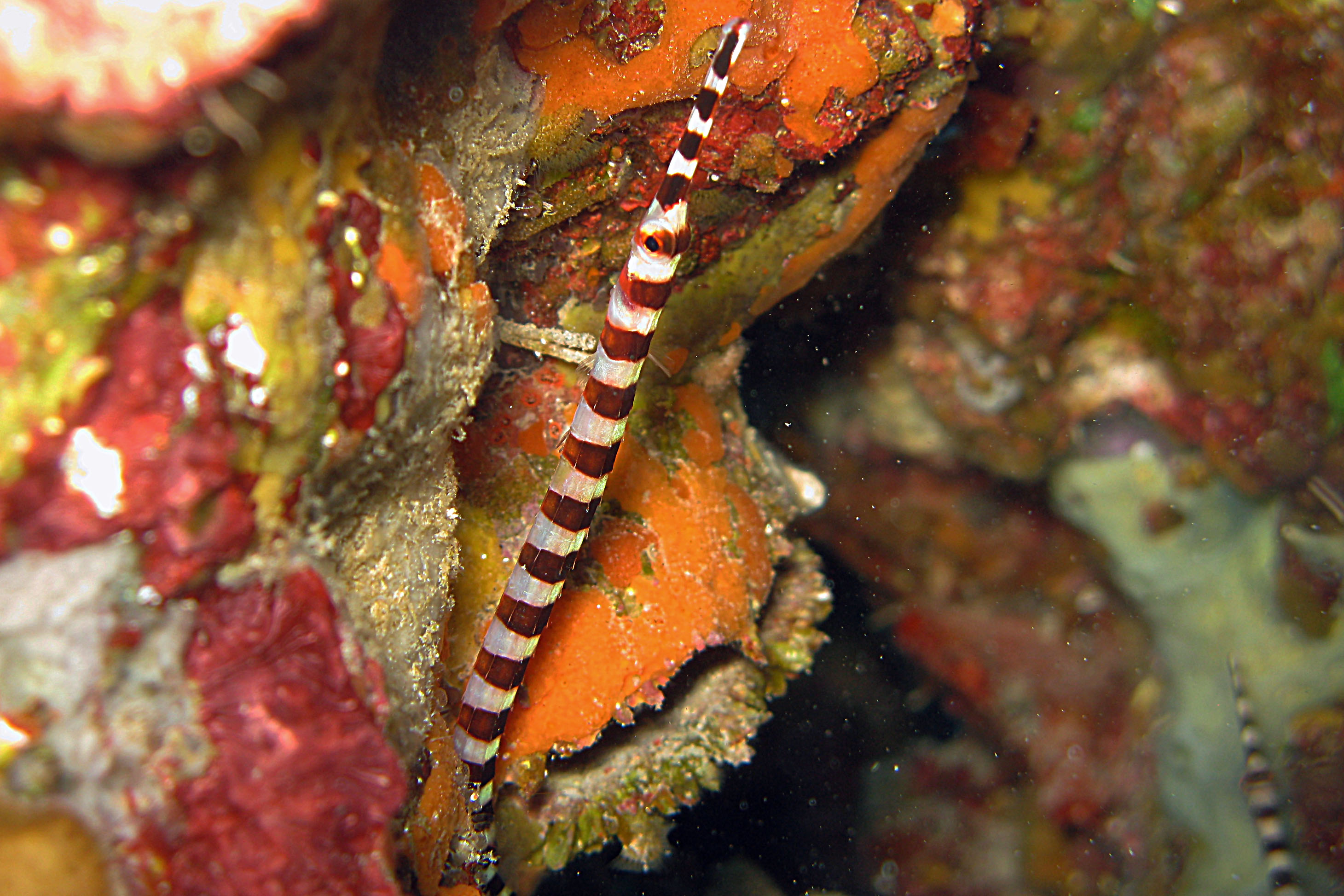
Dunckerocampus boylei
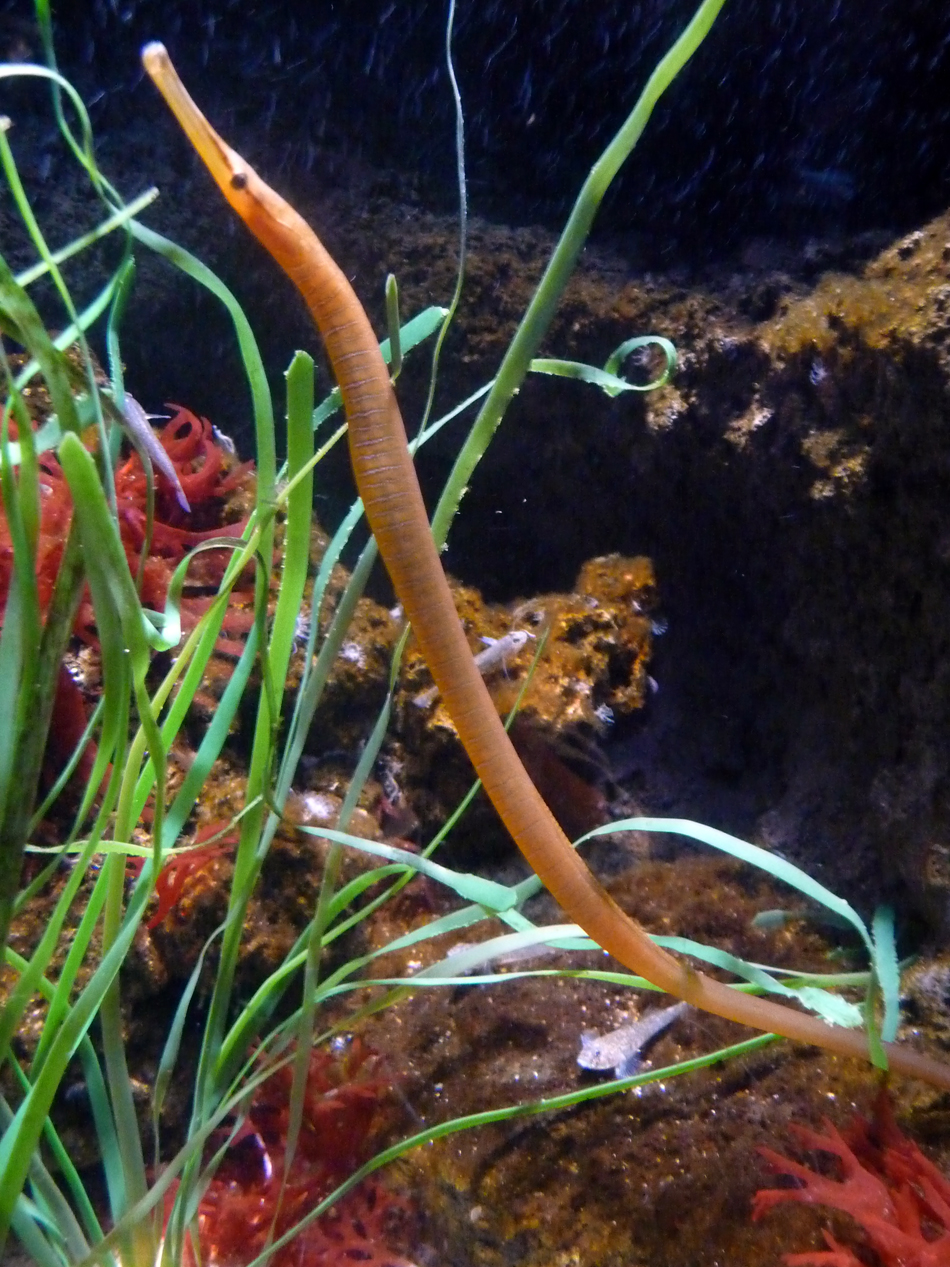
Entelurus aequoreus
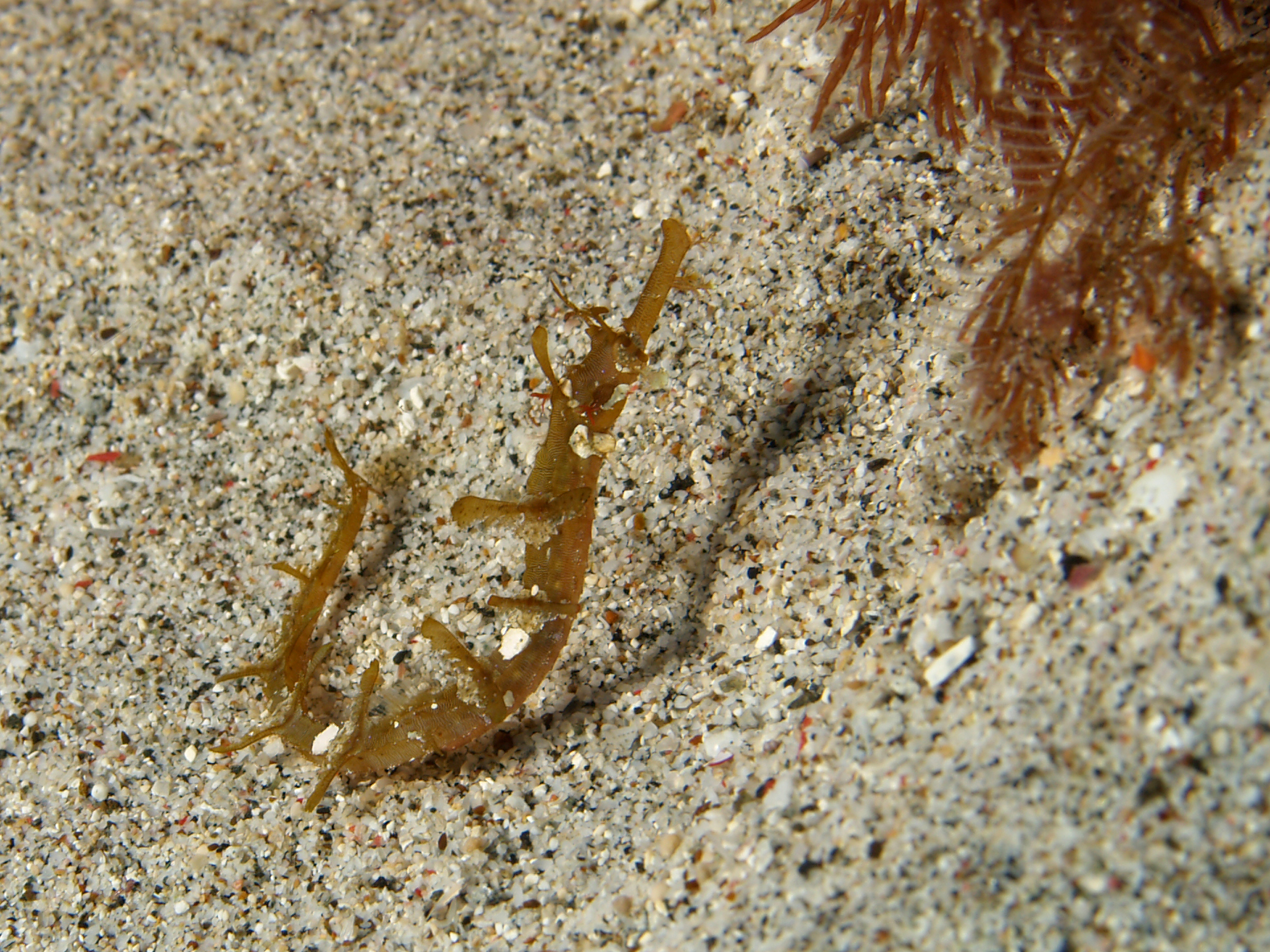
Halicampus macrorhynchus
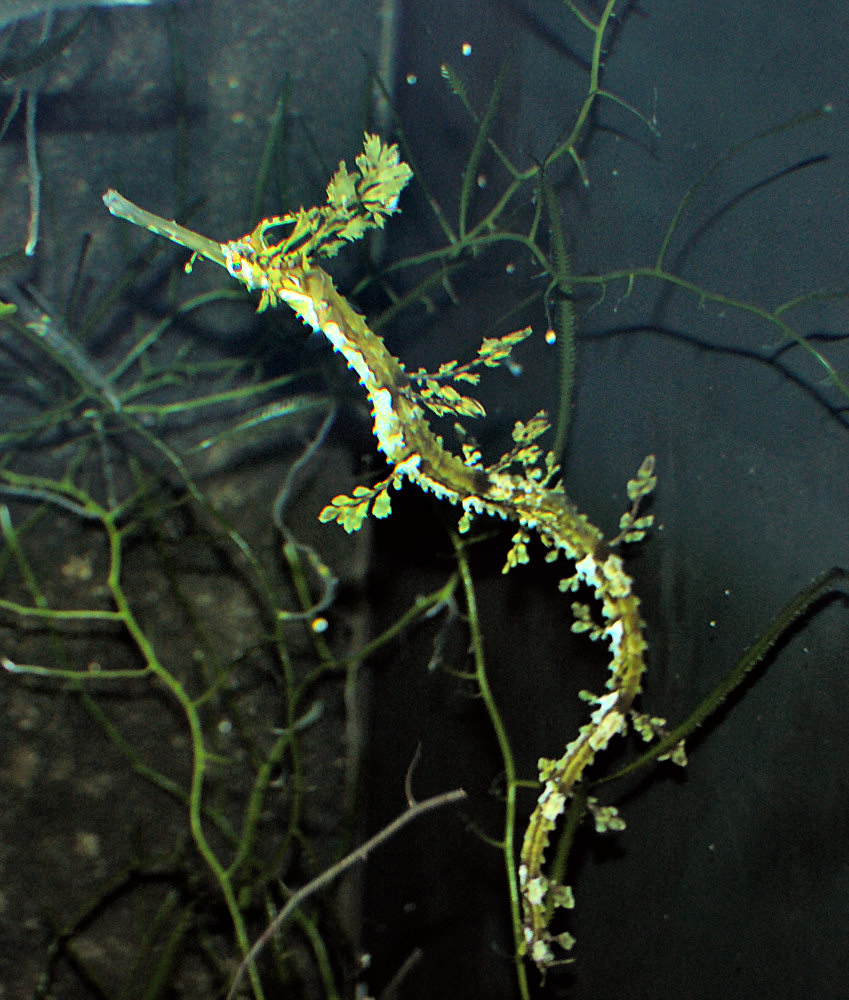
Haliichthys taeniophorus
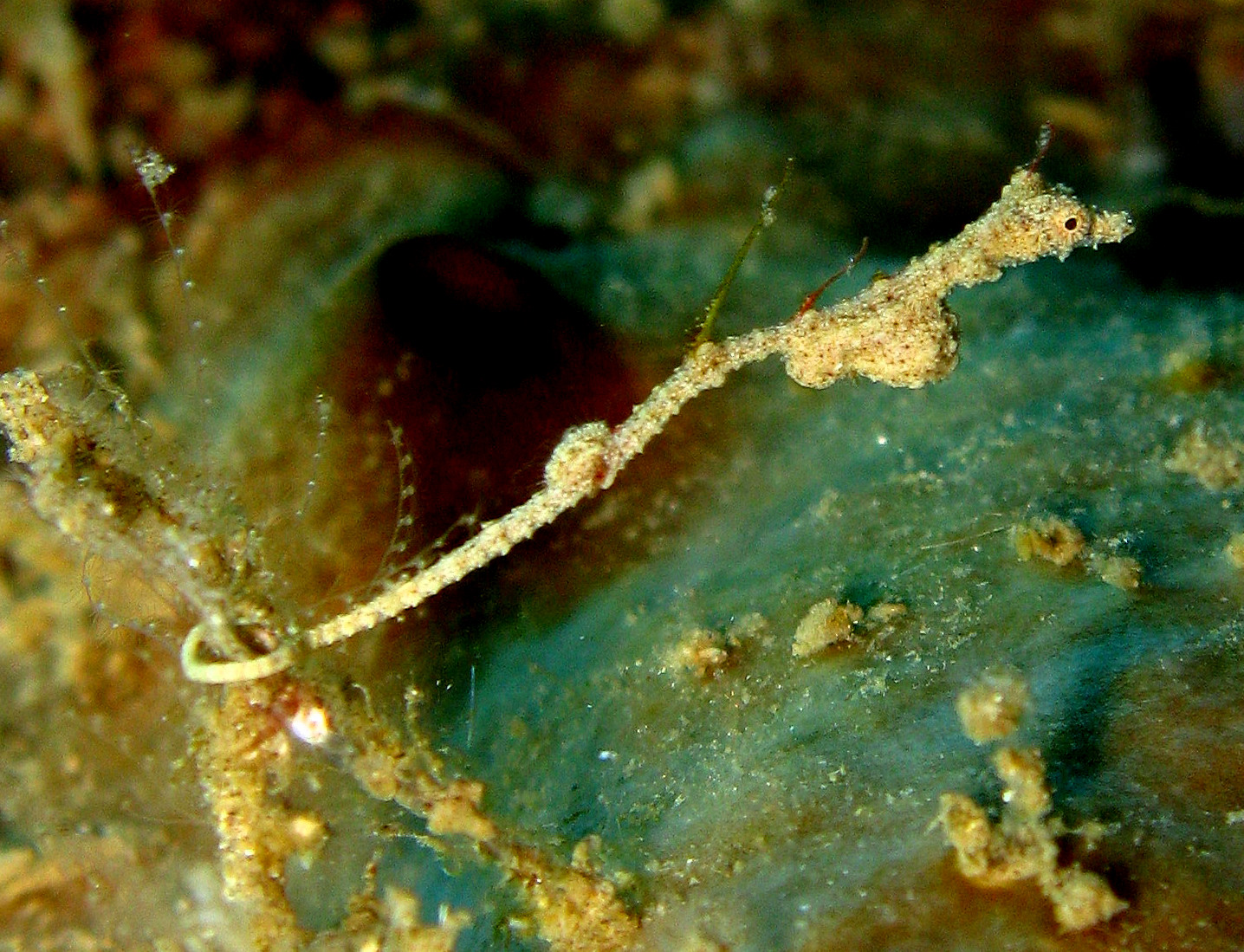
Kyonemichthys rumengani
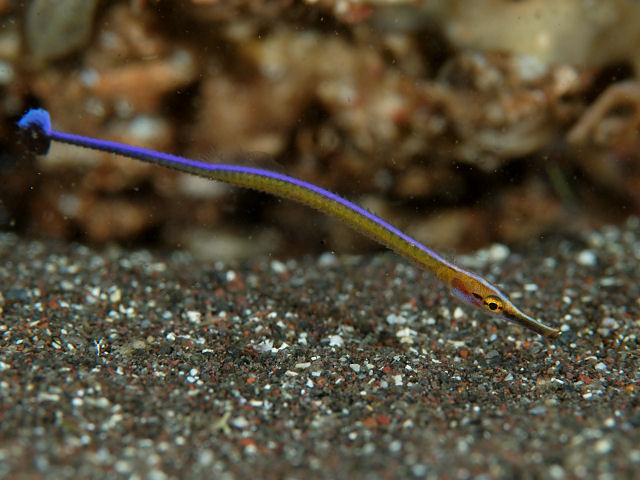
Maroubra yasudai
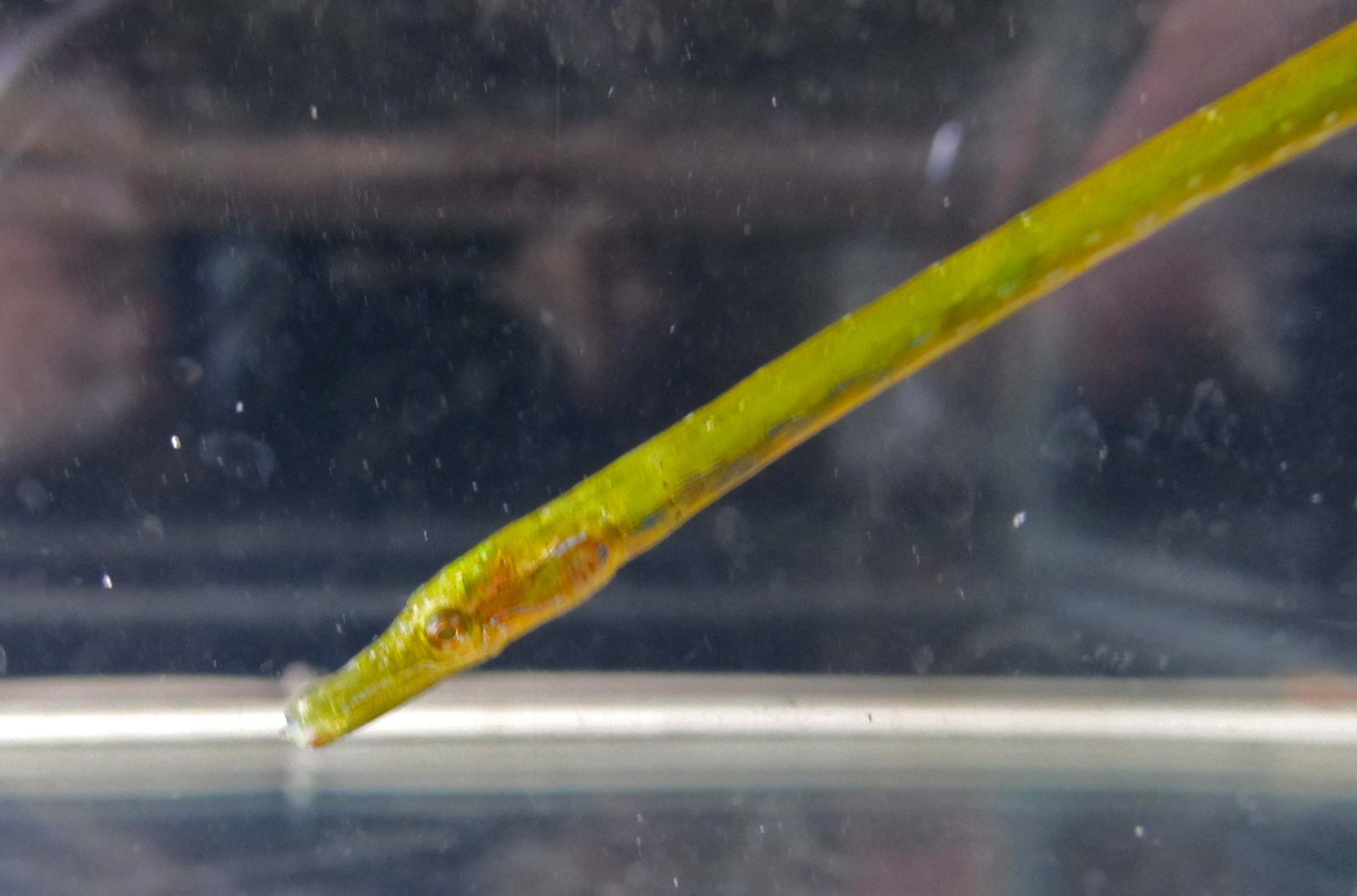
Nerophis ophidion
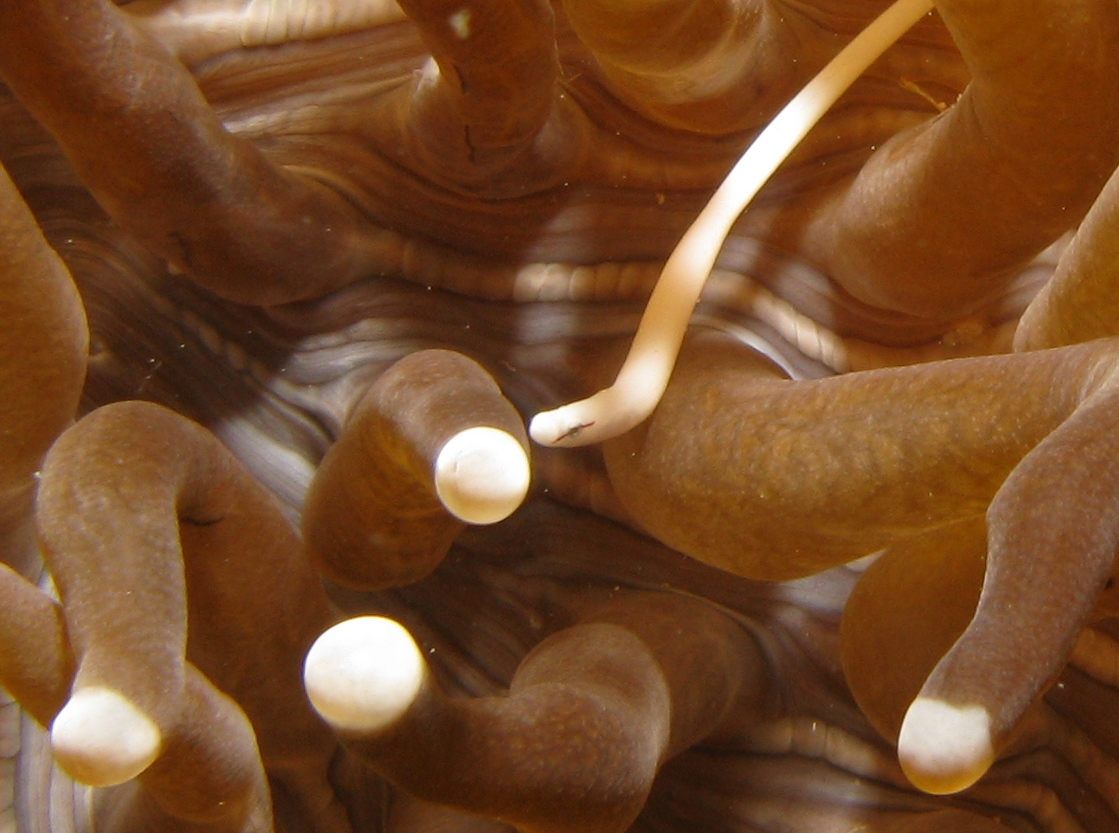
Siokunichthys nigrolineatus
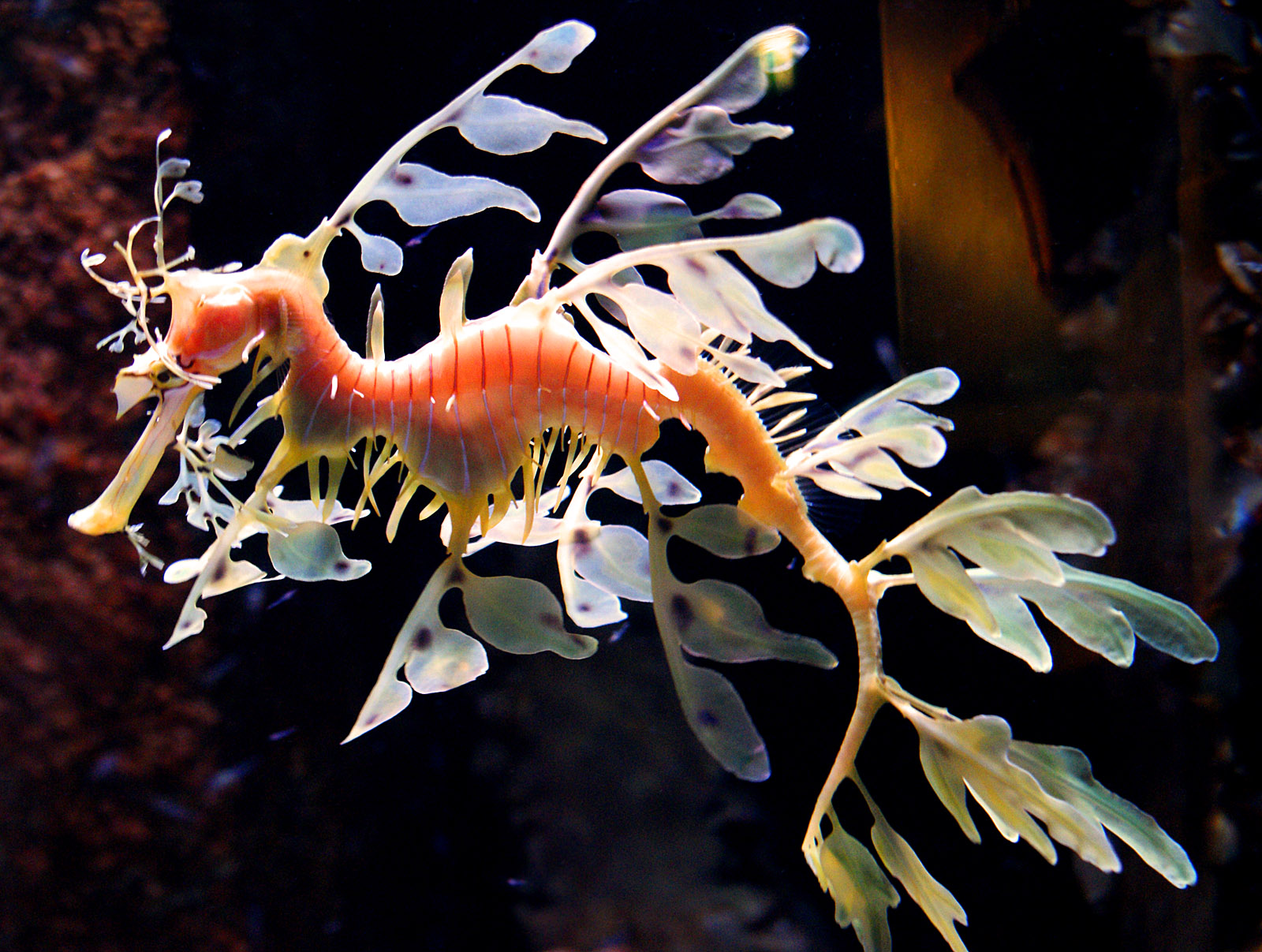
Phycodurus eques
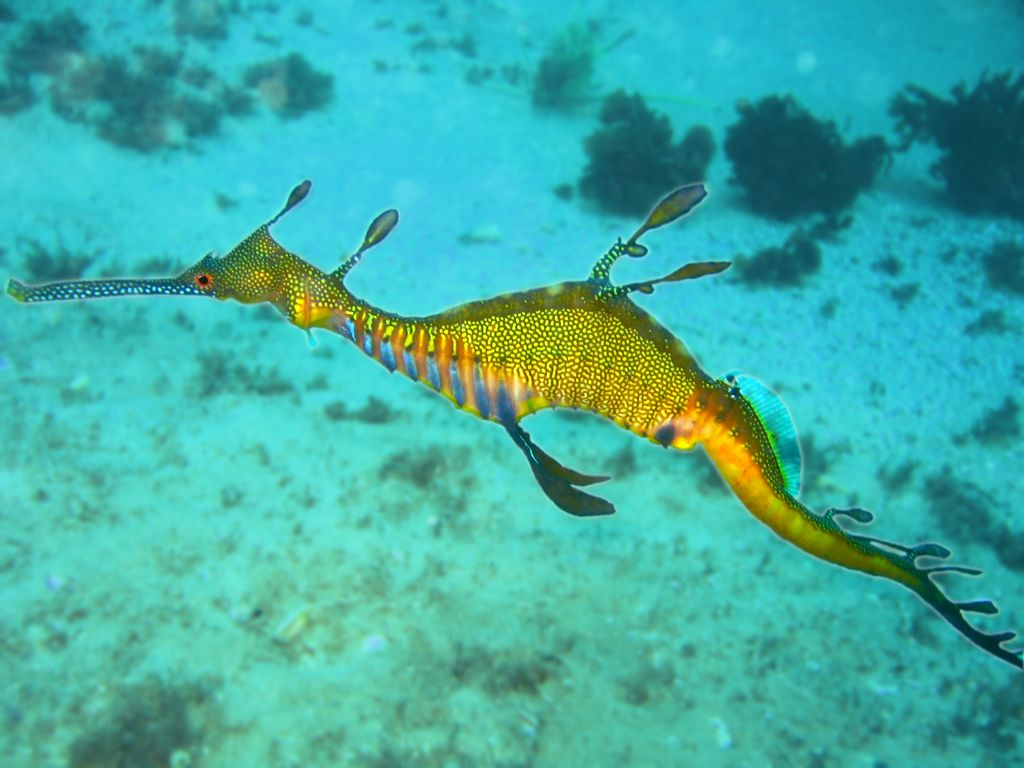
Phyllopteryx taeniolatus
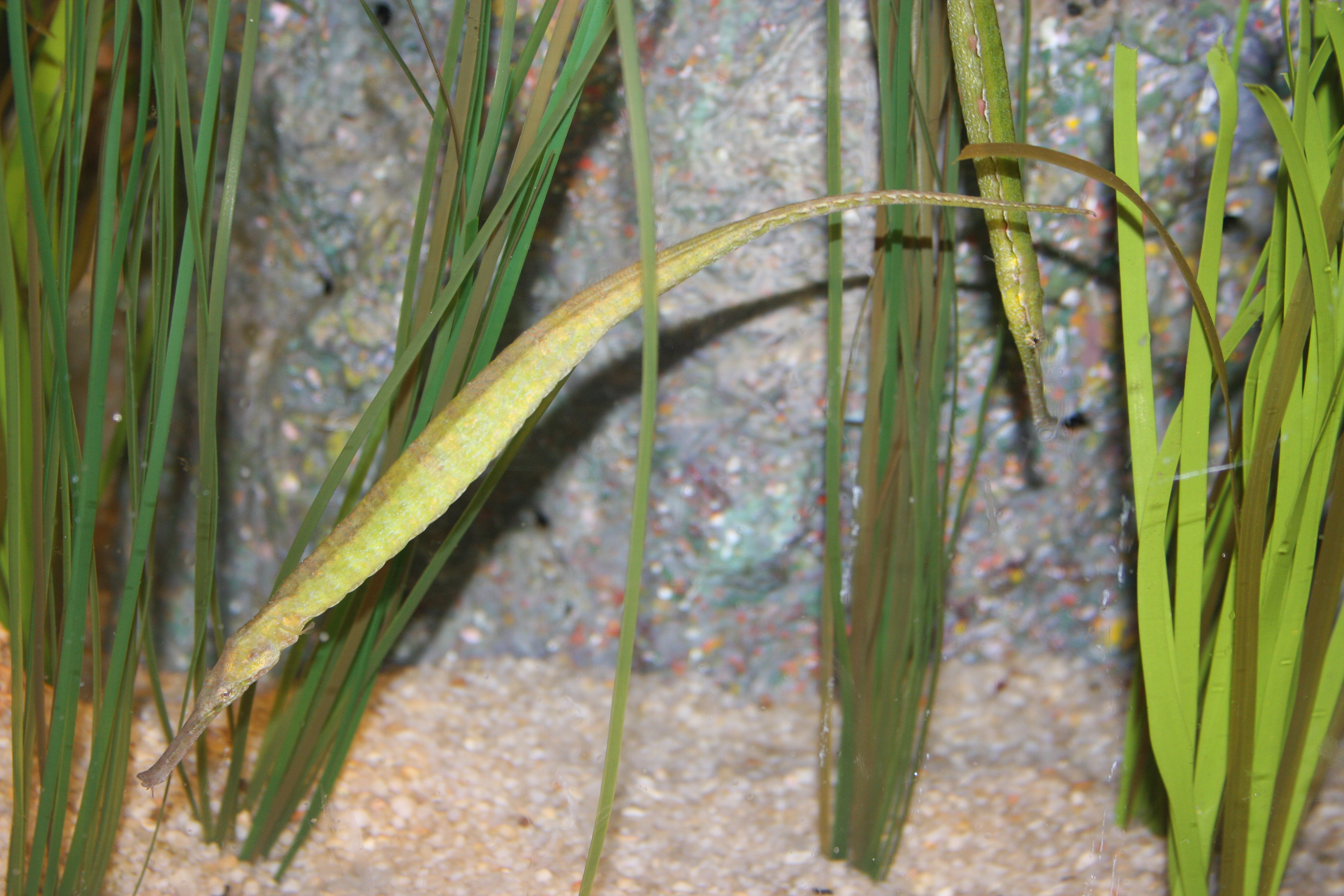
Syngnathoides biaculeatus
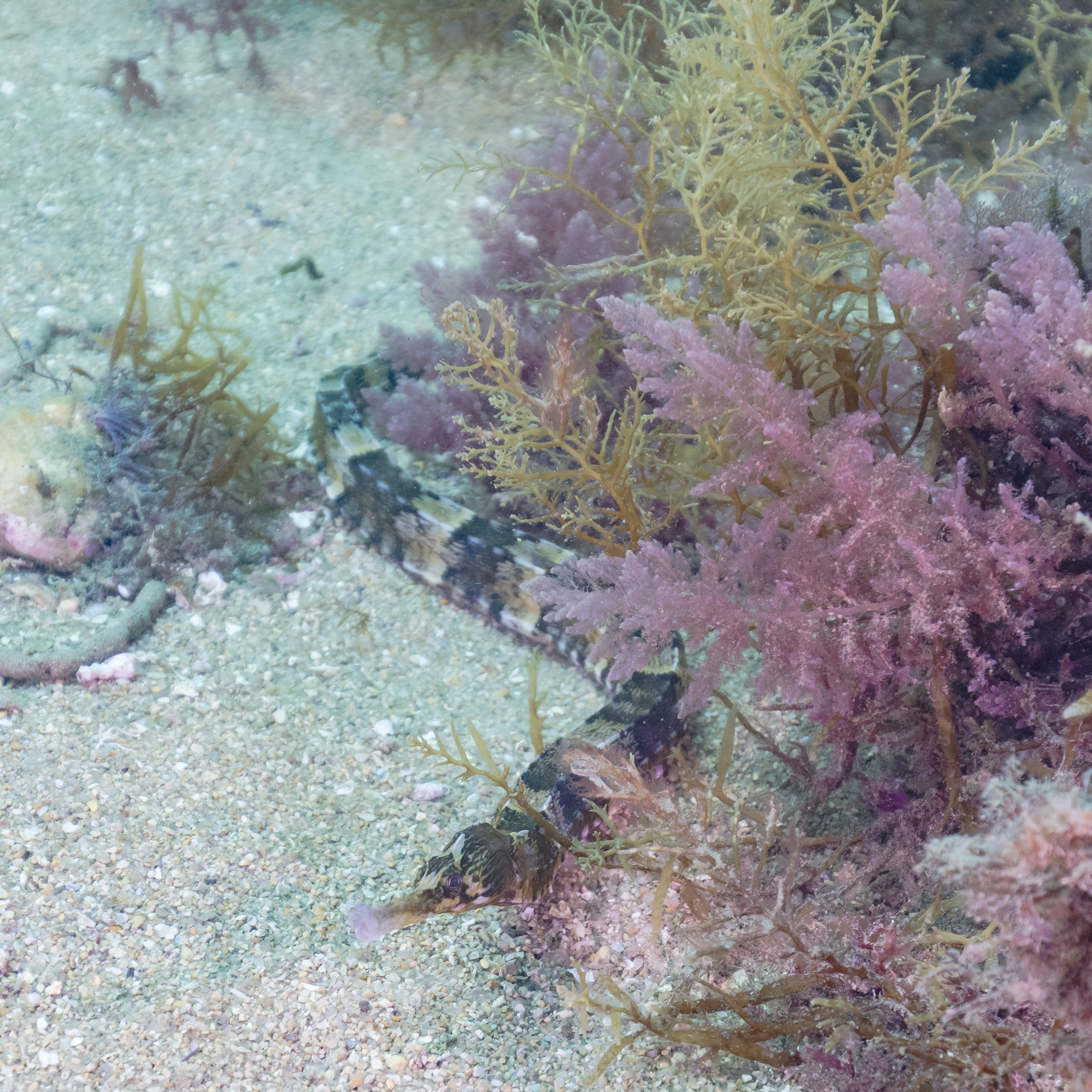
Syngnathus acus
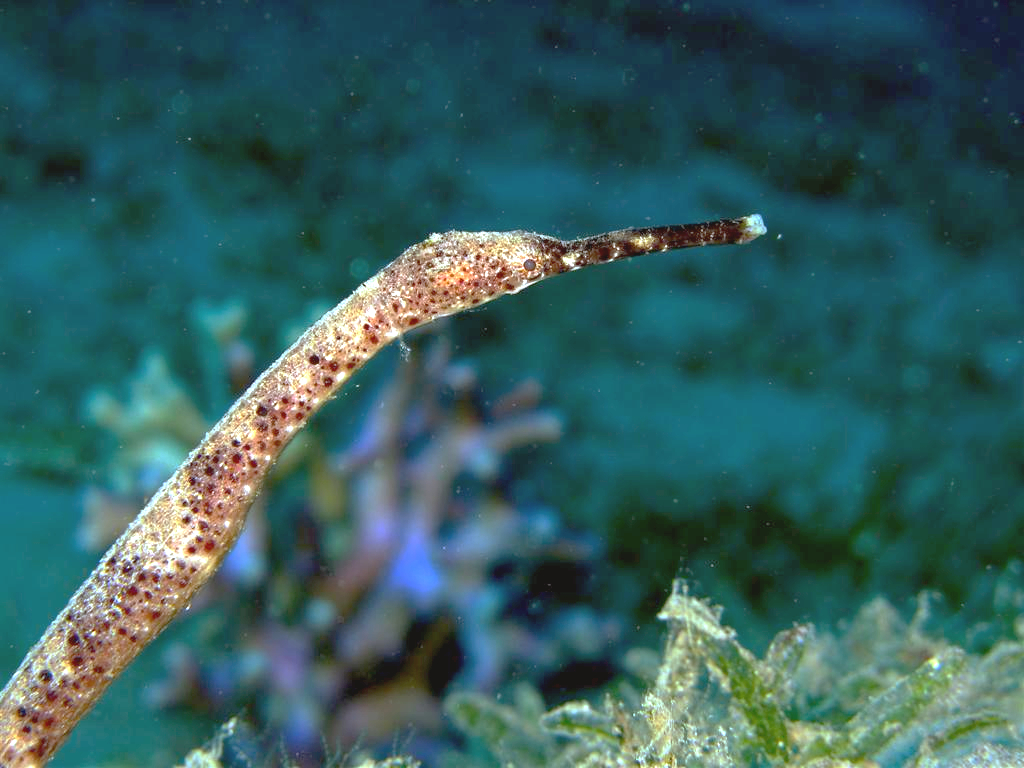
Trachyrhamphus bicoarctatus
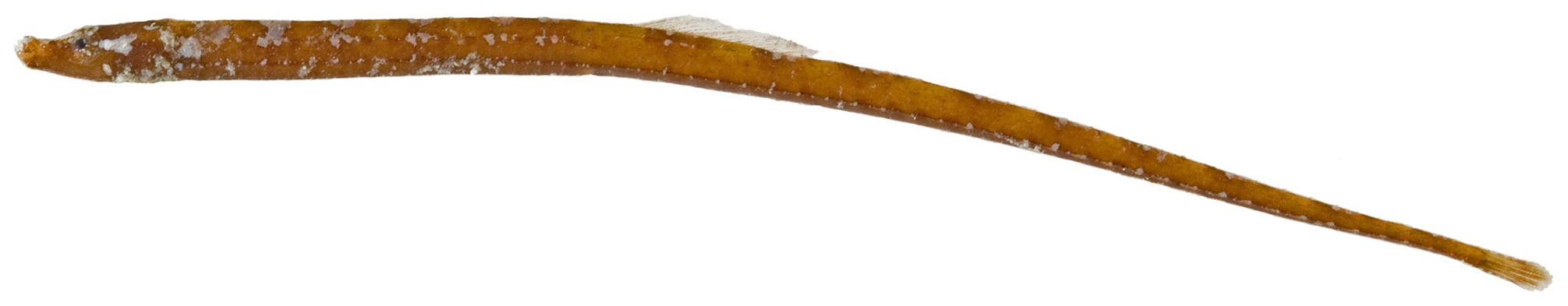
Bryx randalli
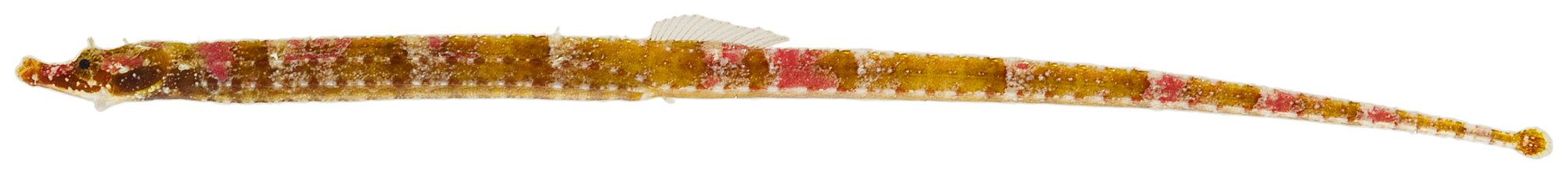
Micrognathus crinitus